# Дембе-Малі (Мінський повіт)
Дембе-Малі (пол. Dębe Małe) — село в Польщі, у гміні Лятович Мінського повіту Мазовецького воєводства.
Населення — 277 осіб (2011).

## Демографія
Демографічна структура станом на 31 березня 2011 року:
|          | Загалом | Допрацездатний вік | Працездатний вік | Постпрацездатний вік |
| -------- | ------- | ------------------ | ---------------- | -------------------- |
| Чоловіки | 129     | 26                 | 86               | 17                   |
| Жінки    | 148     | 36                 | 67               | 45                   |
| Разом    | 277     | 62                 | 153              | 62                   |